# コンラッド・バード
コンラッド・バード（Conrad Bade, 1520年 - 1562年10月）は、フランス生まれの印刷・出版業者。自身で著述や翻訳も行っていた。なお、名前は、ラテン語混じりの筆名コンラッド・バディウス (Conrad Badius) の方がよく知られている。ほか、コンラドゥス・バディウス (Conradus Badius) とも称した。
ジョス・バードの息子として生まれ、1545年からパリで出版業を営んだ。1550年にプロテスタントに転向し、活動拠点をジュネーヴへ移した。出版業の傍ら、自身でも、プロテスタントの立場からカトリックを批判したり、風刺したりする著書を次々と執筆した。1562年3月にフランスへ戻り、オルレアンに住んだが、半年程のちにペストにより没した。

## 著書
版元は基本的に自身の工房である。
- 『ジャン・カルヴァン師により1541年に詠われたイエス・キリストへの勝利の歌。フランス語での新たな韻文訳』（ジュネーヴ、1555年）
- 『コルドリエ会士たちのクルアーン』（ジュネーヴ、1556年/1560年）
- 『教皇の厨房のキリスト教的サチュロス』（ジュネーヴ、1560年）
- 『ローマ教皇や司教たちの生活』（ジュネーヴ、1561年）
- 『病気の教皇の喜劇』（刊行地の記載なし、1561年）
この文献はバードの死後も何度も再版された。
- 『我らがノストラダムス師の美徳』（オルレアン?、1562年）
この文献だけ異質なようだが、ノストラダムスは1561年に刊行した暦書でピウス4世に献辞を捧げていたこともあって、当時プロテスタントからは教皇主義者 (Papiste) と非難・風刺されていたのである。